# Bicercio
Bicercio är en ort i Mexiko.   Den ligger i kommunen Zapotlanejo och delstaten Jalisco, i den centrala delen av landet, 400 km väster om huvudstaden Mexico City. Bicercio ligger 1 717 meter över havet och antalet invånare är 135.
Terrängen runt Bicercio är platt åt nordost, men åt sydväst är den kuperad. Runt Bicercio är det ganska tätbefolkat, med 83 invånare per kvadratkilometer. Närmaste större samhälle är Zapotlanejo, 9,6 km väster om Bicercio. I omgivningarna runt Bicercio växer huvudsakligen savannskog.